# Hayne van Ghizeghem
Hayne van Ghizeghem (vermoedelijk in Gijzegem, 1445 – vermoedelijk in Frankrijk, 1472/1497) was een Franco-Vlaamse componist uit de Bourgondische School, dichter, luitspeler en zanger uit de Renaissance.

## Levensloop

### Bourgondië
Van Ghizeghem werd vermoedelijk omstreeks 1445 geboren in het dorp Gijzegem, nu deelgemeente van de Oost-Vlaamse stad Aalst. In 1457 werd in rekeningen van de graaf van Charolais, de latere hertog van Bourgondië, Karel de Stoute genoteerd dat er 22 écus d’or de 48 gros aan Constans de Breuwe Languebroeck betaald werden. Die Constans werd door Karel de Stoute van 1 november 1456 tot 31 december 1457 opgedragen voor onderhoud en kleding van de "jeunse fils appelé Hayne van Ghizeghem" te zorgen. In de jaren 1460 werkt Van Ghizeghem voor het Bourgondische hof als chantre et valet de chambre (zanger en kamerheer). Nochtans behoort hij, zoals Adrien Basin en Antoine Busnois, niet tot de hofkapel. In 1467 vertonen de rekeningen betalingen van 6 ‘’sous’’ per dag aan Van Ghizeghem. In 1468 ontving hij dit salaris nog steeds, maar daarbij nog 45 “livres“ 18 “sous“, die hij moest besteden aan zijn oorlogsuitrusting, dit naar aanleiding van de veldtocht van 1468 van de hertog naar het weerbarstige Luik. In september 1468 verkreeg Van Ghizeghem zijn hofplunje, dat bestond uit een lange zwarte wollen rok met een wambuis uit zwarte satijn of een kort tuniek. Uiterlijk op het einde van de jaren 1460 was Van Ghizeghem een beroemde componist en dichter geworden, ofschoon zijn uit die tijd overgeleverde œuvre waarschijnlijk enkel bestond uit de chansons Amours, amours en De tous biens plaine. Vermoedelijk hebben zijn verplichtingen als hoveling hem dermate in beslag genomen, dat hij tot 1475 hoe dan ook niet veel kan hebben gecomponeerd.
Op 6 juli 1472 werd opgetekend dat Van Ghizeghem deel uitmaakte van de hofhouding van de hertog, die dan Beauvais belegert. Wetenschappers gingen er lang van uit dat hij daar het leven liet, maar recenter onderzoek naar zijn overgeleverde werken wijst uit dat enkele daarvan alleen kunnen zijn gecomponeerd na 1472, met name omdat ze stilistische ontwikkelingen vertonen die vooruitlopen op degene die eigen zijn aan de werken die tot die datum kunnen zijn ontstaan. Tegenwoordig wordt aangenomen dat hij het beleg heeft overleefd en emplooi heeft gevonden aan het Franse hof. Hoewel hij als zanger en componist voor Frankrijks gezworen vijand werkte, kon hem dit worden vergeven aangezien Bourgondische musici in die tijd hoog werden ingeschat.
Misschien trok Van Ghizeghem gedurende deze veldtocht met de uit Engeland afkomstige componist Robert Morton naar Kamerijk. Daarover bericht een anoniem chanson (Dijon, MS 517 fol. 155v-156). In dat geval kan de wijding van de kathedraal op 5 juli 1472 de aanleiding zijn geweest om Kamerijk te bezoeken. Vast staat dat Van Ghizeghem Guillaume Dufay ontmoette en die bracht in die tijd in Kamerijk zijn laatste levensjaren door.
Ten minste tot 9 december 1476 zou Van Ghizeghem aan het Bourgondische hof actief zijn gebleven. Hij en Adrien Basin zouden Karel de Stoute begeleid hebben op zijn krijgstocht naar Nancy, die in een ramp voor Bourgondië en de hertog zelf eindigde.

### Laatste jaren
Hoogstwaarschijnlijk heeft hij tot aan zijn dood op een onbekende plaats nog enige jaren geleefd. Daarvan getuigt de overlevering van zijn late werken, die pas in de jaren 1480 en 1490 werden gekopieerd en alle uit de omgeving van het Franse hof moeten stammen. Vermoedelijk heeft Hayne ook een aanstelling bij de Franse koning verkregen. Dat een aantal werken zowel hem worden toegeschreven als Alexander Agricola, Johannes Ockeghem of Jehan Fresneau, wier band met het Franse hof een vaststaand feit is, lijkt daarvoor te pleiten.
Hayne moet nog vóór 1497 zijn overleden; in de Déploration sur la mort d’Ockeghem wordt immers verhaald hoe Hayne de op 6 februari 1497 overleden Ockeghem ontvangt en hem zijn motet Ut heremita solus voorzingt, waarbij hij zich op een luit begeleidt. Dit is mogelijk geen louter literair beeld, maar een afspiegeling van werkelijk bestaande samenwerkingsverbanden tussen beide componisten.
Hayne staat voornamelijk bekend als componist van chansons; meestal motetten en rondelen zijn. De chansons Allez regrets en De tous biens plaine waren zo geliefd in het laat-15de-eeuwse Europa dat ze in wel liefst 25 afzonderlijke bronnen opduiken, waarvan sommige dateren van vóór de uitvinding van de boekdrukkunst. De chansons werden in tal van latere werken door andere componisten als bronmateriaal gebruikt. Haast alle werken van Hayne zijn driestemmig. Ze zijn eenvoudig en vertonen een helder polyfoon weefsel; typische eigenschappen van de Bourgondische school. De hoogste stem draagt de melodie.
Slechts elf werken kunnen zonder voorbehoud aan Hayne worden toegeschreven, maar een aantal soortgelijke, anoniem overgeleverde composities zouden van zijn hand kunnen zijn.

## Werken
- A l’audience (Rondeau cinquain, vierstemmig en enkel in Italiaanse bronnen overgeleverd; citeert uit Haynes chanson "Allez, regrets"; mogelijk niet echt)
- Allez, regrets (Rondeau cinquain, tekst van Johannes II van Bourbon)
- Amours, amours (Rondeau cinquain)
- Ce n’est pas jeu (Rondeau quatrain)
- De quatre nuyts (Rondeau cinquain)
- De tous biens plaine (Rondeau quatrain)
- De vous aymer (Rondeau cinquain)
- Gentilz gallans (Rondeau quatrain)
- Je sçay tout (Rondeau cinquain)
- La Regretée (Rondeau cinquain layé)
- Les grans regrets (Rondeau quatrain)
- Mon souvenir, (Rondeau quatrain)
- Penser en vous (Rondeau quatrain)
- Plus n’en auray (Rondeau quatrain(?))
- Pour ce que j’ay jouy (Rondeau quatrain)
- Si une fois puis recouvrir (Rondeau quatrain, alleen het refrein is bewaard gebleven);

### Betwijfelbare toeschrijvingen
- Chi dit on benedicite (Rondeau cinquain, waarschijnlijk van Antoine Busnois)
- De vous servir (Rondeau cinquain, waarschijnlijk van Jehan Fresneau)
- D’ung aultre amer (spoorloos verdwenen)
- Elle en est (Rondeau cinquain, op grond van stijlvergelijking en archivalische documenten aan Hayne toegeschreven)
- J’ay bien choisi (Rondeau quatrain (?) waarschijnlijk van Antoine Busnois)
- Je suis venu (vorm onduidelijk, waarschijnlijk van Antoine Busnois)
- Se je vous eslonge (Virelai, waarschijnlijk van Alexander Agricola).

### Chronologie en stijl
Amours, amours en De tous biens plaine moeten op het einde van de jaren 1460 zijn gecomponeerd. Recent onderzoek wijst uit dat de chansons Plus n’en auray, Gentilz gallans, Les grans regrets, De quatre nuyts, Penser en vous, Pour ce que j’ay jouy en La Regretée waarschijnlijk pas in de jaren 1480 en 1490 werden gecomponeerd. Het valt op dat die latere werken, vergeleken met de vroege, nieuwe stijlkenmerken vertonen, hetgeen Haynes ontwikkelingen op het gebied van de compositie reflecteert.
Haynes chansons verschillen in eerste instantie niet van de typologie van het Bourgondische chanson: het zijn duetten tussen de superius en de tenor, die door een contratenor met basfunctie worden begeleid. Maar dankzij Haynes compositorische begaafdheid wordt het model in die mate geperfectioneerd, dat zijn chansons op motetten gaan lijken.
Aanvankelijk haalt de belangstelling voor de melodie bij Hayne de overhand. De verschillende stemmen delen met elkaar geen melodisch materiaal. Het ritme is regelmatig en weinig gecompliceerd.
In een latere fase probeert Hayne de stemmen met elkaar in relatie te brengen. Dat bereikt hij door de toepassing van imitatie en door de uitwisseling van gemeenschappelijke motieven. De stemmen tenderen naar ritmische en melodische gelijkwaardigheid.
De meest vooruitstrevende chansons zijn Les grans regrets en La Regretée. In La Regretée is vrijwel in elke maat het hoofdmotief aanwijsbaar. Ieder deel van het chanson begint met welhaast fugatische imitaties.

## Beoordeling
Jean Molinet, sinds 1475 kroniekschrijver aan het Bourgondische hof, vermeldt Hayne van Ghizeghem het eerst. Omstreeks 1480 voert Nicole de la Chesnaye († 1505) in La condamnacion des bancquetz Haynes chanson De tous biens plaine en Allez, regretz op. Eloy d'Amerval noemt Hayne in Le livre de la deablerie (Parijs 1508) en Pietro Aaron in zijn Trattato della natura et cognitione di tutti gli tuoni di canto figurato (Venetië 1525). Zelfs François Rabelais’ roman vermeldt Haynes (boek V, Kapittel 33): 180 chansons worden opgesomd, waaronder enkele van Hayne: Les grands regrets, Ce n’est pas jeu, Amours, amours.
In Pierre Moulus motet Mater floreat florescat wordt Hayne samen met Jacob Obrecht, Loyset Compère en Pierre de la Rue lof betuigd.
Aan Haynes chanson De tous biens plaine hebben tientallen composities de cantus firmus ontleend. Een van de vroegste ontleningen kan Loyset Compères motet Omnium bonorum plena zijn, dat ongetwijfeld vóór 1474 is ontstaan.
- Bibsys: 4083114
- Biblioteca Nacional de España: XX1771616
- Bibliothèque nationale de France: cb13895062k (data)
- Gemeinsame Normdatei: 103900543
- International Standard Name Identifier: 0000 0001 2039 9002
- Library of Congress Control Number: nr88001986
- MusicBrainz: f8033aa6-bb76-4608-ac43-8bbe8808cad6
- Nationale Bibliotheek van Israël: 987007288546205171
- Nederlandse Thesaurus van Auteursnamen: 241411890
- Réseau des bibliothèques de Suisse occidentale: 02-A003355738
- Istituto Centrale per il Catalogo Unico: MUSV074270
- Système universitaire de documentation: 096676744
- Virtual International Authority File: 76500273